# Edat del ferro
L'edat del ferro és l'últim període principal de la tradicional divisió de les tres edats, establerta el 1820 per Christian Jürgensen (que establí una classificació segons els materials emprats en cada període), i és posterior a l'edat del bronze. Actualment, el terme ha perdut valor com a etapa històrica, car és tan sols aplicable dins l'àmbit europeu. El període de l'edat del ferro es divideix en període de la cultura de Hallstatt i període de la cultura de La Tène. L'edat del ferro es caracteritza per la utilització del ferro com a metall, utilització importada d'Orient per l'emigració de tribus indoeuropees que, a partir del 1200 aC començaren a arribar a Europa occidental. Sembla que no van creuar els Pirineus abans del 900 aC.
Aquests emigrants indoeuropeus, anomenats normalment celtes encara que el poble d'aquest nom era només un més dels que formaven part dels desplaçats, van arribar en un llarg període d'emigracions parcials de grups molt diferents entre si, encara que conservaven certs elements homogenis com una sèrie de llengües indoeuropees i uns hàbits culturals similars.

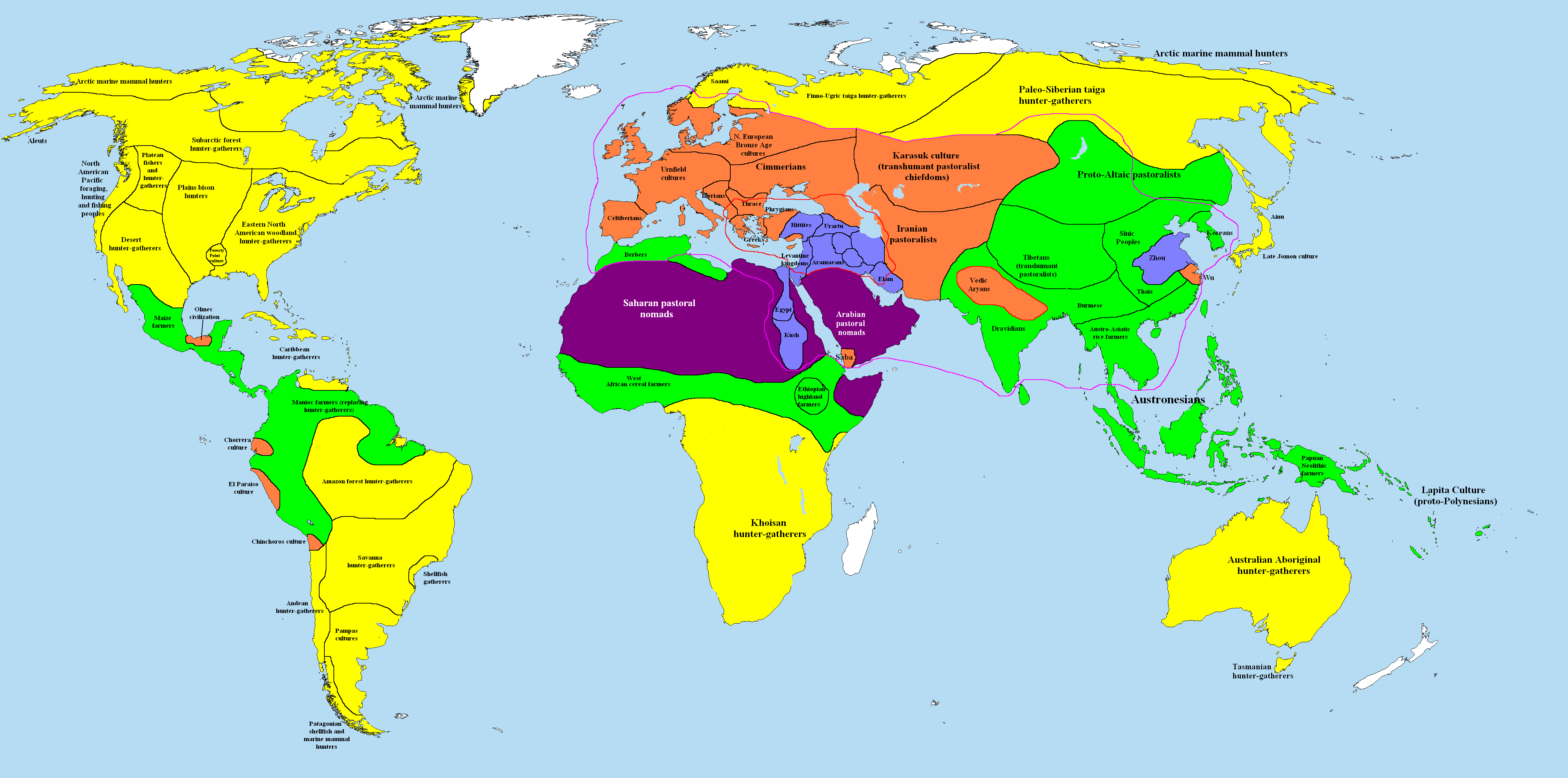
El món a l'any 1000 aC. Les zones on es practicava la metal·lúrgia del ferro són delimitades amb línies vermelles; on es produïa bronze, en rosa

La primera aparició coneguda de societats amb nivell cultural i tecnològic corresponent a aquesta edat són datades del segle xii aC en dues localitzacions diferents: a l'Índia (cultura Veda, posterior a la Rig-Veda) i a Europa, durant l'edat fosca grega. En altres regions europees, l'inici de l'edat de ferro fou molt posterior: a l'Europa central no es desenvolupà fins al segle viii aC amb la cultura de Hallstatt, mentre que al nord d'Europa ho feu al segle vi aC amb la cultura de Jastorf. Al continent africà, el primer exponent conegut de la utilització del ferro mitjançant la fosa i la forja el trobem en la cultura Nok, en l'actual Nigèria, vers el segle xi aC.
Les diferències temporals en relació amb l'inici de l'edat del ferro també es mantenen en la seva desaparició, acaba en diferents períodes segons la regió: en la zona del mar Mediterrani, acabà amb l'inici de la tradició històrica durant el període hel·lenístic i l'Imperi Romà; a l'Índia, amb l'arribada del budisme i el jainisme; a la Xina, amb l'inici del confucianisme; i al nord d'Europa, es mantingué fins a l'alta edat mitjana.
L'edat del ferro es correspon, aproximadament, amb el moment en què la producció d'eines de ferro era la manera més sofisticada de metal·lúrgia. La duresa del ferro, la seva alta temperatura de fusió i l'abundància de fonts del mineral de ferro, el convertiren en un material molt més desitjable i barat d'obtenir que el bronze, fet que contribuí de manera decisiva a fer del ferro el metall més emprat.
L'edat de ferro, com a tal, no es donà a Amèrica i Australàsia. En aquestes regions, les tecnologies per a explotar l'ús i la manipulació del ferro foren introduïdes per la colonització europea.

## Teories

### Arribada del ferro a Europa
A Europa, els primers objectes de ferro s'obtingueren mitjançant tècniques de martelleig; es desconeix si els europeus coneixen les tècniques de fosa i d'afegir carboni, tècniques ja conegudes pels hitites. S'han trobat diferents fragments de ferro i punyals datats entre els segles XV i XI aC a Suècia, Països Baixos i Txecoslovàquia. Posteriorment, es troben peces més modernes, com una fulla de ferro trobada al nord d'Europa de vora el 1100 aC, així com uns anells de ferro trobats a Àustria del 1000 aC, que possiblement arribaren per un intercanvi comercial amb Orient.
Tenint en compte l'intercanvi comercial, es troben dues grans vies de difusió del ferro a Europa:
- Continental: centre de difusió a Anatòlia, Síria i Xipre. El ferro es difon, a través dels Balcans i el Caucas, arriba fins a les Illes Britàniques en el segle VII aC.
- Mediterrània: les colonitzacions fenícia i grega n'actuen com a difusores. Aquesta difusió afecta especialment els territoris oberts del Mediterrani, on s'implanta l'ús del ferro més ràpidament en els territoris del nord: a la Calàbria (Itàlia), el ferro arriba a l'entorn del segle X aC i poc després a la península Ibèrica. Així mateix, la influència etrusca pogué obrir una ruta, pels Alps, amb el nord, però es dubta d'aquesta influència per l'escàs interès dels etruscs pel metall.

### Teories al voltant de l'acceptació del ferro
Diferents autors han sostingut diverses teories en relació amb l'acceptació i introducció de la nova indústria del ferro.

#### Difusionisme
No hi ha consens respecte d'aquestes teories. Alguns autors, com Vere Gordon Childe, defensen que el ferro és introduït per invasions de pobles orientals, els quals introdueixen la nova tecnologia i s'assenten. D'altres defensen un "difusionisme" limitat, el qual no requereix gents foranes, ja que el factor més important rau en la difusió de les tècniques de treball del ferro: els habitants locals aprecien les qualitats del nou metall i l'assimilen.

#### Autoctonisme
Aquest conjunt de teories estan prou desacreditades (i fins i tot són titllades de racistes). Els "autoctonistes" defensen la importància del factor receptor. Els nous elements són adoptats, tan sols, on possibiliten una transformació convenient de la societat, en especial a les elits. Així, en zones d'Europa, el ferro no s'aplica a instruments de producció agrícola, malgrat la gran importància d'aquests elements en la societat. Gran part del ferro s'utilitzà per a ornaments. Quant a l'armament, les armes de ferro són difícils de trobar, i són trobades en dipòsits funeraris, aquestes armes dupliquen l'estil ja emprat en les del bronze, la qual cosa indica que són elaboracions locals. Segons estudis de Mohee, el 67% dels objectes de ferro d'aquesta època són ferros "dolços", armes amb poc de carboni, fet que les fa poc eficaces i pràctiques.

#### La valoració del bronze
Altres investigadors, com Geselowitz, defensen que la irrupció d'objectes de ferro no és deguda a les característiques del nou material, sinó que l'adopció del ferro ve donada per una revaloració del bronze. Per tal de no perdre quantitats de l'apreciat bronze, el ferro s'empraria per a enterraments. Posteriorment, amb el desenvolupament de la metal·lúrgia del ferro, junt amb les seves qualitats, aquest acabarà substituint el bronze, relegant-lo a un paper ornamental.

## L'edat del ferro

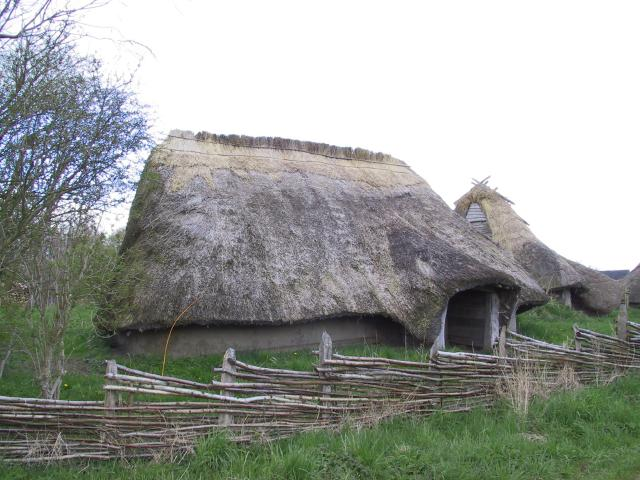
Casa danesa de l'edat de ferro, reconstruïda (Jernalderlandsbyen, Odense)

Vers el bronze mitjà, començaren a aparèixer a Anatòlia, Mesopotàmia, al subcontinent Indi, a les costes del mar Mediterrani i a Egipte, quantitats, cada cop més grans, d'objectes de ferro de fosa, el qual es distingeix del ferro meteòric per la manca de níquel. En diferents indrets, l'ús d'aquests objectes de ferro sembla centrar-se en l'ús cerimonial, i és el ferro un metall car (molt més que l'or). Diferents investigadors sostenen que el ferro es fabricava, en alguns indrets, com a subproducte del procés d'obtenció del coure i que el ferro no es podria obtenir amb la metal·lúrgia de l'època.
No obstant això, a Anatòlia, el ferro es produïa de manera sistemàtica a partir d'una font de ferro meteòric, propera a les vetes d'altres metalls explotades durant l'edat del bronze. D'aquí sorgiren l'ús i la producció més antiga d'objectes de ferro. Investigacions arqueològiques a la vall del Ganges (Índia) descobriren un primer ús i treball del ferro datat vers el 1800 aC.
Pels volts del 1200 aC, el ferro ja era profusament emprat en l'Orient Mitjà, però aquest no reemplaça, encara, l'ús dominant del bronze.
Vers el 1800 aC, per raons encara desconegudes per als arqueòlegs, l'estany escassejà en el Llevant, fet que comportà una crisi en la producció de bronze. Així mateix, el coure també sembla escassejar. Diferents civilitzacions del Mediterrani començaren a atacar les ciutats fortificades vora el 1800 aC i el 1700 aC, amb la intenció d'apoderar-se del preuat bronze, per tal de refondre'l i convertir-lo en armes. Anatòlia fou, durant molt de temps, un gran productor de bronze. L'ús del ferro (des del 2000 aC) permeté l'existència, vers el 1500 aC, d'una tecnologia d'armes superior a les de bronze.
A l'Àfrica occidental, la producció de ferro s'inicià, pràcticament, a la mateixa època. Sembla clar que ambdues invencions (l'africana i la d'Anatòlia) foren simultànies i independents. Els llocs amb presència del mineral de ferro desenvoluparen una preeminència d'aquest vers l'últim mil·lenni aC, que es mantindria en el futur.
La tecnologia militar dissenyada per aprofitar el ferro s'originà a Assíria, que, de fet, semblava considerar la ciutat de Troia com un centre comercial. A les ruïnes de Troia, l'any 1902, es trobà un cap de maça de ferro; possiblement és d'origen assiri i és datat vers el 1200 aC. El comerç de ferro entre Assíria i Troia es trobava, en aquelles dates, ben establert, amb l'intercanvi de materials entre totes dues. Tot i això, el secret de la indústria del ferro era recelosament guardat pels assiris.

## Pròxim Orient
Actualment, es considera que l'edat del ferro a l'antic Pròxim Orient s'inicià amb el descobriment de les tècniques de fosa i forja del ferro a Anatòlia o al Caucas a finals del segle xiii aC. Des d'aquests llocs, s'estengué amb rapidesa a tot l'Orient Mitjà. A principis del primer mil·lenni aC, les armes de ferro anaren substituint les de bronze. Es considera que la utilització d'armes de ferro per part dels hitites fou un dels factors més importants que propiciaren l'auge del seu imperi.
Paral·lelament, la tecnologia del ferro es propagà per Àsia i Europa, on es desenvolupà per primer cop prop de l'Egeu. Se sol associar els Pobles de la mar i els filisteus amb la introducció de la tecnologia de ferro a Àsia, mentre que s'associa als doris el fet d'haver-la introduït a l'antiga Grècia.
En el període que comprèn els segles xii a viii aC, les regions més riques en restes arqueològiques de ferro són les de Síria i Palestina. El bronze era molt més abundant entre els segles XII aC i X aC, i autors com Snodgrass suggereixen que, a causa de la manca d'estany com a resultat de talls en el comerç al Mediterrani, les civilitzacions de l'època hagueren de cercar una alternativa al bronze. Aquest punt sembla estar confirmat pel fet que, durant un temps, els objectes de bronze foren reciclats de manera extensiva, refonent-se tot tipus d'objectes per tal de produir armes, just abans de la introducció del ferro.
També val la pena remarcar que l'Imperi assiri tenia contactes comercials amb aquesta àrea, en la qual s'estava desenvolupant la nova tecnologia del ferro.

## Subcontinent Indi
Excavacions arqueològiques a l'Índia com les de Malhar, Dadupur, Raja Nala Ka Tila i Lahuradewa, en l'actual Uttar Pradesh, aporten objectes de ferro datats entre el 1800 aC i el 1200 aC. Alguns acadèmics creuen que, a principis del segle xiii aC, ja es practicava la fosa a gran escala del ferro al territori de l'Índia, fet que implicaria que aquesta tecnologia era coneguda de força temps ençà.
A inicis del primer mil·lenni aC, l'Índia visqué grans avenços en la metal·lúrgia del ferro, en aquest període, i principalment a causa del fet que s'establiren assentaments pacífics, se n'adquirí una gran destresa. A la zona oriental de l'Índia, s'han descobert les restes d'un gran centre de treball del ferro, datat d'aquesta època.
Al sud de l'Índia (l'actual Districte de Mysore, Karnataka), s'han trobat restes d'objectes de ferro de dates tan primerenques com el segle xi aC, i fins i tot alguna del segle xii aC; aquestes troballes s'han estimat massa primerenques per a tenir alguna relació amb les trobades al nord-est del país. Així mateix, a l'Upanixad s'han trobat també restes de teixit, ceràmica i metal·lúrgia.
En el període corresponent a l'Imperi maurya, l'Índia tornà a viure un gran avanç tecnològic, del qual en fou gran responsable la metal·lúrgia. A l'Índia, es produïa acer de gran qualitat en una data tan primerenca com és el segle iii, tot i que se sospita que el coneixement d'aquesta tecnologia ja existia vers el segle iv aC; s'emprava el sistema de l'acer al gresol (nom donat a Europa posteriorment). Mitjançant aquest sistema, es mesclava dins d'un gresol (recipient recobert interiorment de material refractari, grafit, etc., emprat per a fondre) ferro de gran puresa, carbó i vidre, col·locant el gresol a escalfar fins que el ferro es fonia i absorbia el carbó.

## Àsia oriental
A la Xina, s'han localitzat relíquies fetes de ferro datades en èpoques corresponents a la dinastia Zhou, en el segle vi aC. S'ha identificat, de manera especulativa, una cultura de l'edat del ferro, ubicada en l'altiplà del Tibet, amb la cultura Zhang Zhung descrita en manuscrits tibetans antics. El 1972, s'extragué d'una excavació propera a la ciutat de Gaocheng (藁城) a Shijiazhuang (actualment província de Hebei), un tomahawk de bronze amb tall de ferro (铁刃青铜钺), datat del segle xiv aC, el posterior examen científic indicà que el ferro provenia d'un origen meteòric.

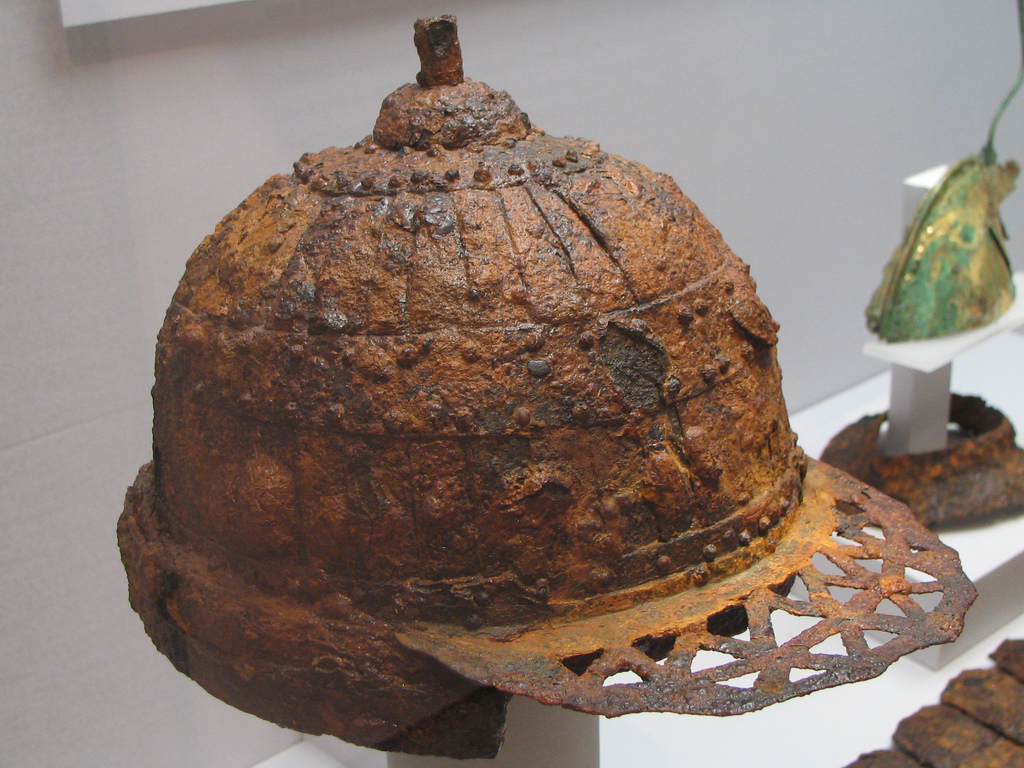
Casc de ferro de la confederació Gaya,

Els objectes de ferro s'introduïren a la península de Corea mitjançant el comerç entre clans i societats a escala estatal pel mar Groc en el segle iv aC, just al final del període dels Estats Guerrers, però anterior a l'inici de la dinastia Han en l'oest. El no-metall fou introduït per primera vegada en aquests dominis tot seguint les valls fluvials de Corea del Nord, resseguint, aigües amunt, les lleres dels rius que desemboquen en el mar Groc, com els rius Cheongcheon i Taedong. La producció de ferro tingué un gran auge en el segle ii aC, i els objectes de ferro començaren a ser emprats pels grangers en el segle I aC a Corea del Sud. Les destrals de ferro més antigues trobades ho foren a la llera del riu Geum. La producció regular de ferro coincideix en el temps amb l'aparició i auge dels dominis de Samhan. Aquests complexos foren els precursors dels primers estats, com ara Silla, Baekje, Goguryeo, i la Confederació Gaya. Els lingots de ferro foren un element funerari molt importat en aquest període, ja que indicaven el grau de riquesa i prestigi del difunt.

## Àfrica Subsahariana
La cultura Nok fou la primera societat que refinava ferro mitjançant la fosa a l'Àfrica occidental, abans del primer mil·lenni aC. Posteriorment, la utilització del ferro i del bronze s'estengué cap al sud del continent, arribant a l'extrem sud vers l'any 200 aC. La utilització extensa del ferro revolucionà les comunitats ramaderes bantu que l'adoptaren, expulsant les societats de recol·lectors-caçadors pròpies de l'edat de pedra que foren trobant en la seva expansió (per tal de cultivar majors extensions de sabana). Els bantus, tecnològicament superiors, s'expandiren per tot el sud d'Àfrica, i es convertiren en el poble autòcton més ric i poderós, tot produint ferro en quantitats industrials per a la seva utilització en armes i eines.

## Europa
Els primers moviments del que s'ha considerat una cultura protocelta es van iniciar cap al 1500 aC, quan van aparèixer els primers enterraments sota túmuls juntament amb una ceràmica molt típica en les seves formes i amb ornamentació d'incisions profundes molt artístiques. Aquesta cultura protocelta desenvolupada en l'edat del bronze mitjà es va difondre per l'Alsàcia-Lorena, el Franc Comtat, i el nord de Borgonya, amb origen en l'altiplà de Suàbia, passant després (circa 1300 aC), a l'est i nord de l'actual França.
Cap al 1200 aC, la franja galaicoportuguesa adquireix una personalitat diferenciada pels contactes amb terres atlàntiques septentrionals (Bretanya i Irlanda) fent eclosió una cultura amb abundants objectes d'or.
Cap al 1200 aC, es produí la gran emigració indoeuropea que desplaçà els grups protoceltes cap a França central i la conca del Roine (1200 a 900 aC), i els grups il·liris cap al nord d'Itàlia i Provença.
Els il·liris, que probablement havien provocat l'emigració dels doris cap a Grècia, van ser al seu torn expulsats de les seves terres cap al Danubi central, i van iniciar un moviment expansiu cap a Àustria i l'altiplà suís (i més tard cap al nord d'Itàlia i el migdia francès), arribant a la regió del Rin, fet que provocà l'emigració dels grups protoceltes, el centre dels quals estava en l'altiplà de Suàbia, i que exercien la seva influència per part de França oriental i del nord-est. A la zona del Rin, es van barrejar amb els grups de llengua indoeuropea allà establerts, pels quals van acabar absorbits, si bé és probable que alguna influència cultural il·líria es traslladés a la futura cultura de Hallstatt.
S'inicia llavors l'anomenat període de la cultura dels camps d'urnes, en el qual les cultures protoceltes que practicaven la inhumació en túmuls van adoptant el sistema d'incineració practicada pels il·liris, i per altres pobles indoeuropeus, que acabarà predominant, després d'un període en què la incineració conviu amb la inhumació en túmuls.
Les cultures del bronze tardà persisteixen amb la inhumació, mentre la major part dels grups protoceltes i els grups indoeuropeus practiquen la incineració.

### Europa de l'Est
L'edat del ferro s'inicià a l'Europa oriental a principis del primer mil·lenni aC. En l'estepa Ponticocaspia i el Caucas, la cultura de Koban, la cultura de Novotxerkassk i la de Txernogorovka marquen l'aparició de l'edat de ferro entre el segle X aC i el segle ix aC. Vers el 800 aC, ja s'estava estenent cap a la cultura de Hallstatt mitjançant les migracions de tracis i cimmeris.
Junt amb les cultures de Txernogorovka i Novotxerkassk, en el territori de les actuals Rússia i Ucraïna s'associa majoritàriament l'edat del ferro amb els escites, que la desenvoluparen en el segle VII aC. Gran part de les restes de la producció escita del ferro i les indústries metal·lúrgiques dels segles V aC i III aC s'han trobat prop de Nikopol a Kamenskoe Gorodishche, en allò que s'ha considerat la regió metal·lúrgica per excel·lència de l'antiga Escítia.
Des de la cultura de Hallstatt, l'edat del ferro es desplaça cap a l'oest seguint l'expansió celta del segle vi aC. A Polònia, l'edat del ferro s'inicia amb la cultura lusaciana per aquestes dates, seguida en algunes zones per la cultura pomerana. Al llarg dels anys, s'ha discutit fortament amb relació a les adscripcions ètniques de moltes cultures de l'edat del ferro; principalment, a causa del fet que se solen considerar aquestes cultures presents en aquesta zona com el bressol dels pobles germànics, bàltics i eslaus.

### Europa central
A l'Europa central, l'edat del ferro se sol dividir, generalment, en edat del ferro primerenca (com la de la cultura de Hallstatt), entre el 800 aC i el 450 aC, i l'edat del ferro tardana (com la de la cultura de La Tène), que s'inicia vers el 450 aC a Alemanya. Els historiadors solen diferenciar entre una edat del ferro preromana (La Tène) i una altra de romana (cultura de Jastorf).

### Europa del Nord
L'edat del ferro es divideix, segons els historiadors de la zona, en una edat del ferro preromana i una edat del ferro romana, seguida per un període de migració. El nord d'Alemanya i Dinamarca foren dominants per la cultura de Jastorf, mentre que, en la zona més al sud d'Escandinàvia, s'hi desenvolupà l'edat del ferro Gregan, molt similar a la Jastorf.
Les primeres produccions de ferro escandinaves es feien mitjançant la recol·lecció manual del mineral de ferro. La península Escandinava, Finlàndia i Estònia, conserven restes arqueològiques corresponents a una producció primerenca de ferro a petita escala; amb tot, aquestes restes no han pogut ser datades amb seguretat. Pel que fa a Suècia, es poden trobar algunes fortificacions de l'època a l'illa d'Öland, com ara el jaciment de Sandby borg.

### Europa del Sud i Oest

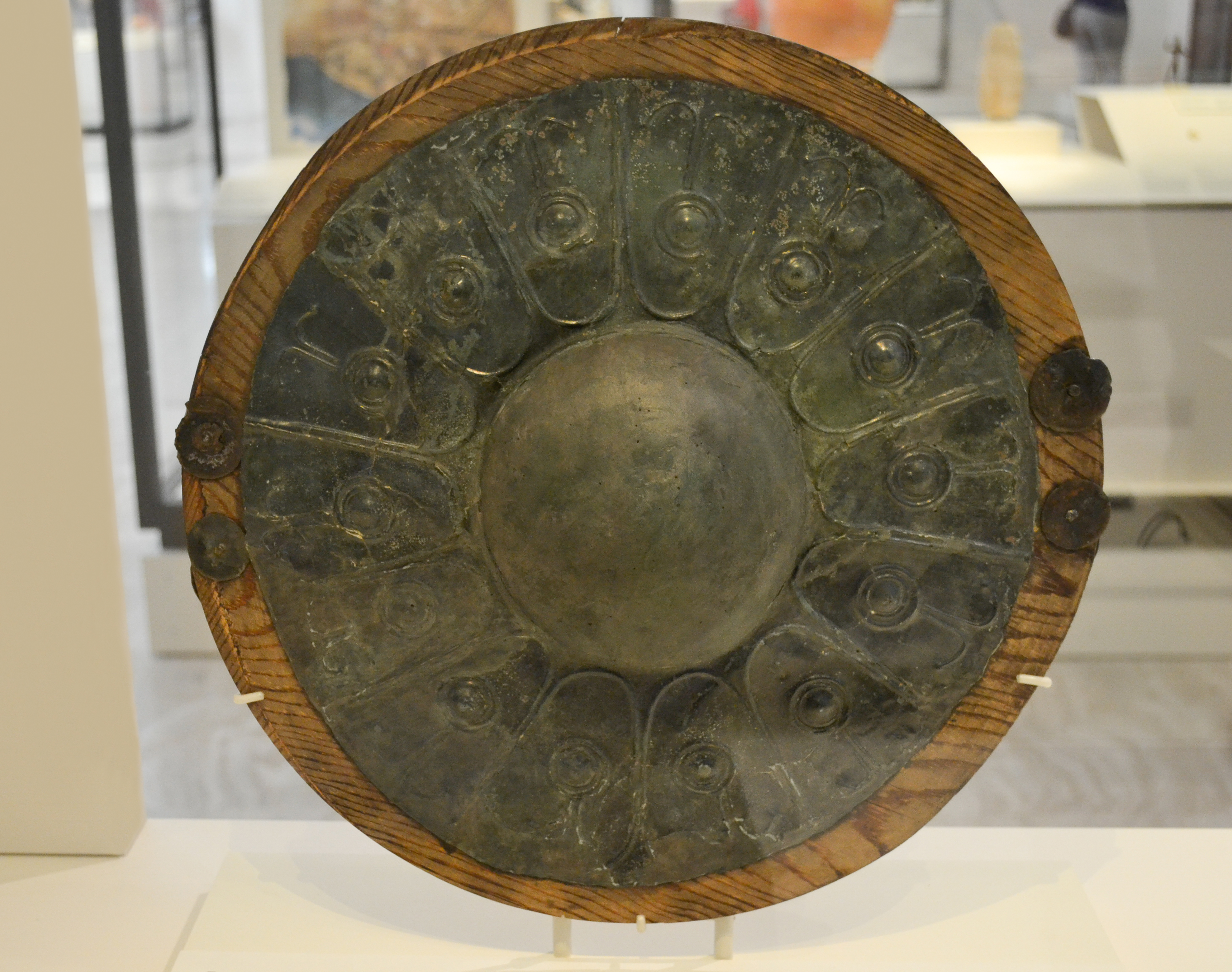
Escut celtiber, segle V o IV aC, necròpolis d'El Cuarto a Griegos (Terol, Aragó)

A Itàlia, és probable que la tecnologia del ferro fos introduïda per la cultura de Vilanova, tot i que aquesta fou una cultura, pròpiament, de l'edat del bronze. L'edat del ferro, de fet i de ple, s'inicia amb la civilització dels etruscs, la qual finalitzà, abruptament amb la conquesta de la seva última ciutat, Volsinii, per part de la naixent República romana l'any 265 aC.
A l'actual França sorgien els pobles gals.
A les Illes Britàniques, l'edat del ferro durà des del segle V aC fins a la conquesta romana, i ben entrat el segle v en les zones no romanitzades. En aquestes illes, es troben clars vestigis de la influència celta, fet que permet concloure unes arrels culturals comunes d'origen celta en tot l'oest europeu. Les estructures defensives datades en aquesta època solen ser molt impressionants, com ara els brochs del nord d'Escòcia i els castres que es troben en la resta d'illes.
A la península Ibèrica, trobem la cultura de Tartessos, seguida cronològicament pels ibers. La influència dels celtes desplaçats en les seves migracions formà a la península una nova cultura, els celtibers.

#### Països Catalans
La divisió tradicional entre la primera (cultura de Hallstatt) i la segona (cultura de La Tène) edat del ferro no té gaire sentit als Països Catalans.
La producció del nou metall fou introduïda per dues vies:
- Continental: introducció pels Pirineus mitjançant la invasió de pobles indoeuropeus hallstàttics entre els segles XI i VIII aC.
- Mediterrània: la incidència dels pobles mediterranis, com els grecs, fenicis i etruscs, els quals instal·laren colònies a les costes mediterrànies, influint en els habitants autòctons mitjançant els contactes comercials a les acaballes del segle VII aC.

Aquesta doble influència dona lloc a l'inici de la producció del ferro a les nostres terres, superposant-se amb el bronze final i les cultures dels camps d'urnes. Tanmateix, la proliferació de la metal·lúrgia del ferro fou més tardana. Els pobles hallstàttics feien ús del ferro limitat a objectes ornamentals (fabricats a partir d'una adaptació de la fosa del bronze que donava com a resultat un ferro de baixa qualitat, limitant-ne l'ús pràctic); no començà l'edat del ferro fins que els pobles mediterranis importaren les tècniques d'aceratge, tremp i reveniment entorn del s. VI aC, ja dins l'època ibèrica, i no és acceptat de manera generalitzada fins al segle V aC i principis del segle iv aC.
A Mallorca i a Menorca, la civilització talaiòtica presenta una forta continuïtat durant tot el primer mil·lenni aC. El terme edat del ferro, en sentit de divisió cronològica, no és gaire utilitzat pels prehistoriadors.

##### Jaciments
- Cultura dels camps d'urnes
  - Millars (Rosselló)
  - Agullana (Alt Empordà)
  - Empúries (Alt Empordà)
  - la Tosseta dels Guiamets (Priorat)
  - Puig d'en Roca a Girona (Gironès)
  - Can Missert a Terrassa (Vallès Occidental)
  - El Boverot a Almassora (Plana Alta)
- Cultura de Hallstatt
  - Cova dels Encantats a Serinyà (Pla de l'Estany)

##### Característiques dels jaciments
Els jaciments catalans de l'Edat del ferro poden ser classificats en dos grups principals:
- les necròpolis (generalment amb troballes d'artefactes decoratius de ferro de petites dimensions, ganivets i punyals)
- antics centres de producció del ferro a partir de mineral, en fargues primitives (identificats per amuntegaments significatius d'escories característiques; les escòries més antigues trobades són del segle VI aC, procedents de la Serra del Calvari, L'illa d'en Reixac i la Penya del Moro).[21][22][23]

##### Espases
La peça més difícil de fabricar pel que fa a les prestacions exigides era l'espasa de guerra. Havia de ser prou lleugera per a ser manejable i prou forta com per a resistir els cops dels combats. El tall i la punta havien de ser durs per a mantenir la capacitat ofensiva. La fulla havia de ser prou rígida i, a la vegada flexible. Les úniques espases que oferien les qualitats exposades eren les dels ibers (segons la cronologia i referències adjuntes).
- c.230 aC. Filó de Bizanci, en el seu tractat Belopoeica (artilleria), comenta la flexibilitat de les espases dels celtes i dels ibers a Hispania.[24][25][26] Un comportament elàstic, com el d'una molla, implicaria contingut d'acer trempat en les espases esmentades.[27][28][29][30]
- 216 aC. Batalla de Cannes. Polibi descrigué les espases dels ibers (de tall i estocada) i dels gals (només de tall).[31]
- 197 aC. Els cenomans i els ínsubres (pobles de la Gàl·lia Cisalpina) foren derrotats pels romans, comanats per Gai Corneli Cetege prop del riu Clusius (potser el riu Brembo actual). Malgrat la superioritat numèrica dels gals, les seves espases es doblegaven al primer cop i calia adreçar-les. Els romans aprofitaren aquesta debilitat per a guanyar la batalla.[32]
- c.20 aC. Diodor de Sicília fou un historiador grec de Sicília que va viure al segle i aC, contemporani de Juli Cèsar i August. Els seus comentaris sobre les espases dels celtibers indiquen les qualitats de tall i un aspecte de la seva fabricació.[33]